# Antonio de Jesús López
Antonio de Jesús López Amenábar (Ciudad de México, México, 10 de abril de 1997) es un futbolista mexicano de ascendencia guatemalteca. Se desempeña en la posición de mediocampista ofensivo y su equipo es el Comunicaciones de la Liga Nacional de Guatemala. Además forma parte de la Selección de Guatemala.

## Trayectoria
Inició su carrera desde la categoría sub-15 del Club América en el año 2012. Para el torneo Apertura 2018 el técnico Miguel Herrera decide registrarlo con el primer equipo; el día 22 de julio de 2018 debutaría en el primer partido del campeonato, entrando de cambio por Henry Martín al minuto 83.
Se mantuvo en el Club América hasta el Apertura 2021, participando en 7 torneos y acumulando un total de 56 partidos en todas las competiciones, siendo campeón de liga en 2018. Para el Clausura 2022, fue cedido a préstamo al Club Necaxa, donde permaneció únicamente durante ese semestre, disputando 10 partidos.
Tras finalizar su contrato con el Club América, el 24 de junio de 2022 el Municipal de la Liga Nacional de Guatemala anunció su fichaje como agente libre, a solicitud del técnico Antonio Torres Servín. En su primer partido frente al Cobán Imperial, logró anotar el primer gol de su carrera en el fútbol profesional. A lo largo del torneo, disputó todos los partidos aunque su equipo fue eliminado en semifinales. Para el Clausura 2023, mantuvo su titularidad pero en la jornada 15, durante el encuentro contra Deportivo Mixco, sufrió un esguince en el ligamento cruzado posterior izquierdo, lo que hizo que se perdiera el resto del campeonato.
Después de participar en 2 torneos con el equipo de Municipal, fichó por su máximo rival, el Comunicaciones, para el torneo Apertura 2023. En dicho torneo se coronó campeón anotando un gol en la final de ida frente al Guastatoya además de contribuir con 2 goles y 3 asistencias en la temporada regular. Tras su regularidad con el equipo, el 14 de mayo de 2024 se anunció su renovación de contrato por un año más.

## Selección nacional
La nacionalidad de su abuelo materno lo hizo elegible para representar a la selección de Guatemala, por lo que el técnico Amarini Villatoro lo convocó por primera vez el 23 de septiembre de 2020. Su debut se dio una semana después frente a la selección de México, partido que perdería por marcador de 0 a 3. El 24 de marzo de 2021 participó en su primer partido oficial en contra de la selección de Cuba, donde contribuiría con una asistencia.
En 2023, fue convocado a la selección para la Copa Oro de la Concacaf, bajo la dirección de Luis Fernando Tena, participando en el partido de fase de grupos contra Canadá y en la derrota en cuartos de final frente a Jamaica.

## Estadísticas

### Clubes
Actualizado al último partido jugado el 5 de mayo de 2025.
| C. América · México              |               |               |     |    |   |    |    |    |     |      |      |
| 1.ª                              | 2018-19       | 15            | 0   | 6  | 0 | —  | —  | 21 | 0   | 0.00 |      |
| 1.ª                              | 2019-20       | 11            | 0   | 0  | 0 | 1  | 0  | 12 | 0   | 0.00 |      |
| 1.ª                              | 2020-21       | 16            | 0   | —  | — | 2  | 0  | 18 | 0   | 0.00 |      |
| 1.ª                              | 2021          | 4             | 0   | —  | — | 1  | 0  | 5  | 0   | 0.00 |      |
| Total club                       | Total club    | 46            | 0   | 6  | 0 | 4  | 0  | 56 | 0   | 0.00 |      |
| C. Necaxa · México               |               |               |     |    |   |    |    |    |     |      |      |
| 1.ª                              | 2022          | 10            | 0   | —  | — | —  | —  | 10 | 0   | 0.00 |      |
| Total club                       | Total club    | 10            | 0   | 0  | 0 | 0  | 0  | 10 | 0   | 0.00 |      |
| C. S. D. Municipal · Guatemala   |               |               |     |    |   |    |    |    |     |      |      |
| 1.ª                              | 2022-23       | 37            | 3   | —  | — | 4  | 1  | 41 | 4   | 0.09 |      |
| Total club                       | Total club    | 37            | 3   | 0  | 0 | 4  | 1  | 41 | 4   | 0.09 |      |
| Comunicaciones F. C. · Guatemala |               |               |     |    |   |    |    |    |     |      |      |
| 1.ª                              | 2023-24       | 34            | 5   | —  | — | 10 | 1  | 44 | 6   | 0.13 |      |
| 1.ª                              | 2024-25       | 39            | 7   | —  | — | 8  | 0  | 47 | 7   | 0.14 |      |
| Total club                       | Total club    | 73            | 12  | 0  | 0 | 18 | 1  | 91 | 13  | 0.14 |      |
| Total carrera                    | Total carrera | Total carrera | 166 | 15 | 6 | 0  | 26 | 2  | 198 | 17   | 0.08 |
| 1. 2. 3.                         |               |               |     |    |   |    |    |    |     |      |      |

### Resumen estadístico
|                       | Partidos | Goles | Promedio |
| --------------------- | -------- | ----- | -------- |
| Liga                  | 166      | 15    | 0.09     |
| Copas nacionales      | 6        | 0     | 0.00     |
| Copas internacionales | 26       | 2     | 0.07     |
| Total                 | 198      | 17    | 0.08     |

## Palmarés

### Títulos nacionales
| Título               | Club                 | País           | Año  |
| -------------------- | -------------------- | -------------- | ---- |
| Primera División     | C. América           | México         | 2018 |
| Copa México          | C. América           | México         | 2019 |
| Campeón de Campeones | C. América           | Estados Unidos | 2019 |
| Primera División     | Comunicaciones F. C. | Guatemala      | 2023 |